# 東尼·貝婁
安東尼·「東尼」·貝婁（英語：Anthony "Tony" Bellew；1982年11月30日—），是英國的職業拳擊手及演員，他擁有世界拳击理事会(WBC)之拳擊賽巡洋艦級冠軍頭銜自2016年5月至今，也曾有其他次重量級和巡洋艦級的頭銜，而在業餘比賽中，他也曾贏過三次英格蘭業餘拳擊協會(ABA)的重量級冠軍，貝婁第一次亮相是在2015年上映的電影《金牌拳手》.
2017年3月4日，貝婁技術擊倒大衛‧海伊，登上世界重量級拳王寶座。